# ایجاینا (اسطوره‌شناسی)
آگینا (یونانی باستان: Αἴγινα) شخصیتی از اسطوره‌شناسی یونانی،  نیمف جزیره‌ای بود که نام خود را دارد،  ایجاینا، واقع در خلیج سارونیک بین  آتیک و پلوپونز.